# جامع آيا صوفيا الصغير
جامع آيا صوفيا الصغير (بالتركية: Küçuk Ayasofya Camii)‏ هو جامع يقع في إسطنبول.
تم بناءه عام 532 و 536م ككنيسة. وبعد فتح القسطنطينية تحول إلى جامع في عهد السلطان محمد الفاتح.

## التاريخ

### الفترة البيزنطية

مخطط المبنى.

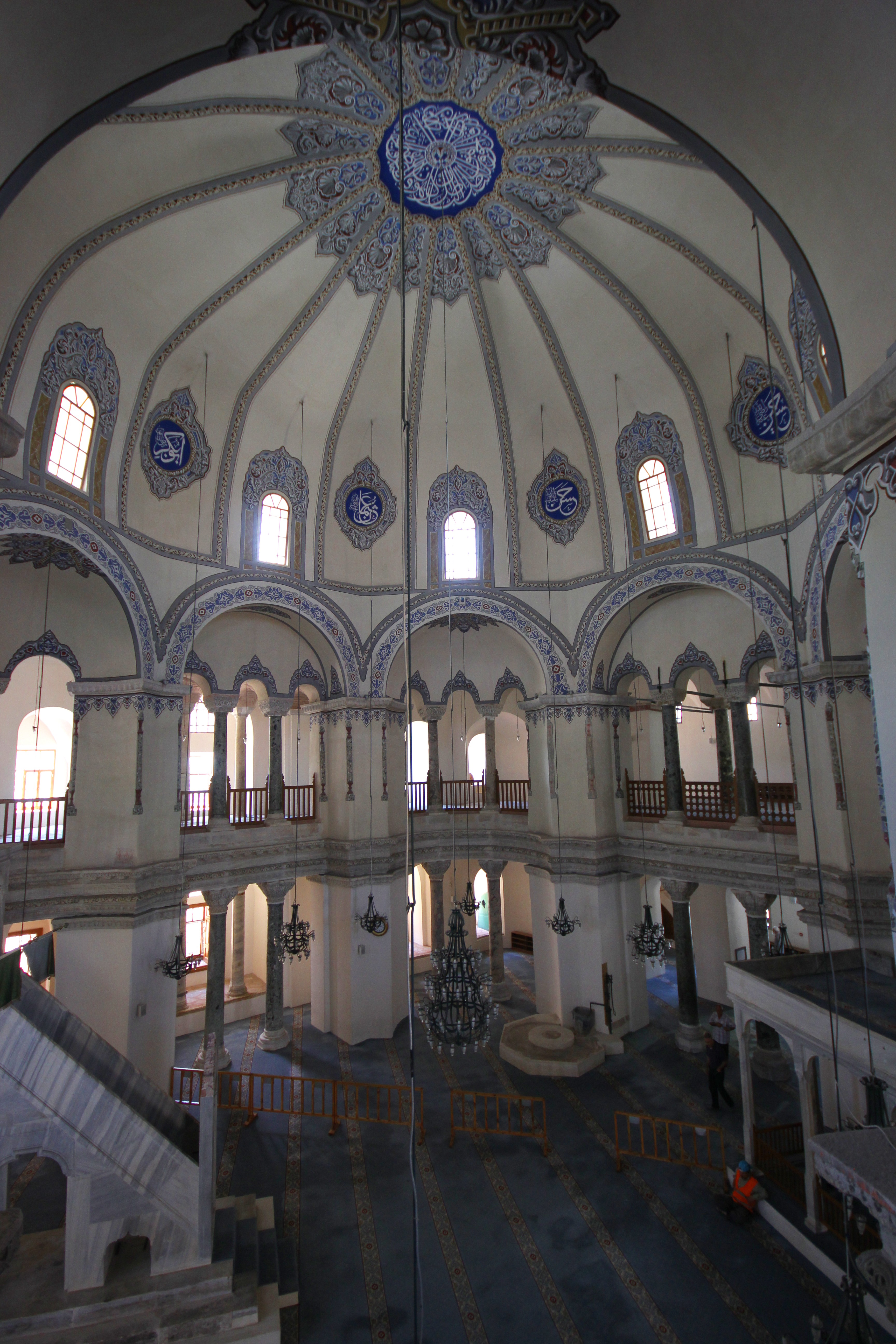
منظر عام من المعرض. النظر إلى الجنوب الغربي.

وفقًا للأسطورة اللاحقة، في عهد جستين الأول، اتُهم ابن أخيه جستينيان بالتآمر ضد العرش وحُكم عليه بالإعدام، وتم تجنبه بعد ظهور القديسين سركيس وباخوس أمام جستين وكفلوا براءة جستينيان. أُطلق سراحه وأُعيد إلى لقبه قيصر، وتعهدًا بالامتنان أنه سيكرس كنيسة للقديسين بمجرد أن يصبح إمبراطورًا. كان بناء كنيسة القديسين سركيس وباخوس، بين 527 و 536 بعد الميلاد (قبل وقت قصير فقط من تشييد آيا صوفيا بين 532 و 537)، من أوائل الأعمال في عهد جستينيان الأول.
تقع الكنيسة الجديدة على الحدود بين المنطقة الأولى والثالثة من المدينة، في منطقة غير منتظمة بين قصر روميزداس (منزل جستينيان قبل توليه العرش) وكنيسة القديسين بطرس وبولس. في ذلك الوقت، كانت الكنيستان تشتركان في نفس المجاز والأتريوم والبروبيلا. أصبحت الكنيسة الجديدة مركزًا للمجمع، ولا يزال جزء منها قائمًا حتى اليوم، باتجاه الجنوب من الجدار الشمالي لأحد الصرحين الآخرين. كانت الكنيسة من أهم الهياكل الدينية في القسطنطينية. بعد وقت قصير من بناء الكنيسة، تم بناء دير يحمل نفس الاسم بالقرب من الصرح.
بدأ بناء الكنيسة الجديدة قبل فترة وجيزة من كنيسة آيا صوفيا، التي شُيدت من 532 إلى 537. وكان يُعتقد أن المبنى قد صممه نفس المهندسين المعماريين، إيزيدور الملاطي وأنتيميوس الترالسي، كنوع من «بروفة» لـ أكبر كنيسة في الإمبراطورية البيزنطية. ومع ذلك، فإن المبنى مختلف تمامًا في التفاصيل المعمارية عن آيا صوفيا وفكرة أنه لم يكن سوى نسخة صغيرة الحجم قد فقدت مصداقيتها إلى حد كبير.
خلال عامي 536 و 537، أصبح قصر روميزداس ديرًا مونوفيزيًا، حيث وجد أتباع تلك الطائفة، القادمين من المناطق الشرقية للإمبراطورية وهاربين من الاضطهاد، الحماية من قِبل الإمبراطورة ثيودورا.
في عام 551، وجد البابا فيجيليوس، الذي استدعاه جستينيان قبل بضع سنوات إلى القسطنطينية، ملجأ في الكنيسة من جنود الإمبراطور الذين أرادوا أسره، وتسببت هذه المحاولة في أعمال شغب. خلال فترة تحطيم الأيقونات، أصبح الدير أحد مراكز هذه الحركة في المدينة.

### الفترة العثمانية
بعد الفتح العثماني للقسطنطينية عام 1453، بقيت الكنيسة على حالها حتى عهد بايزيد الثاني. ثم (بين 1506 و 1513) حوله حسين آغا إلى مسجد، رئيس قيزلر آغاسي، وصي باب السعادة (حرفيًا بوابة السعادة بالتركية العثمانية) في منزل السلطان، قصر طوب قابي. في ذلك الوقت أُضيف الرواق والمدرسة إلى الكنيسة.
في عام 1740، أعاد الصدر الأعظم أحمد باشا ترميم المسجد وبنى نافورة الوضوء. تم إصلاح الأضرار التي سببتها زلازل 1648 و 1763 في عام 1831 في عهد السلطان محمود الثاني. في عام 1762 تم بناء المئذنة لأول مرة. تم هدمها في عام 1940 وتم بناؤها مرة أخرى في عام 1956.
تسارعت وتيرة اضمحلال المبنى، الذي عانى بالفعل بسبب الرطوبة والزلازل عبر القرون، بعد بناء السكة الحديد. نتجت أضرار أخرى عن استخدام المبنى كمسكن للاجئين خلال حروب البلقان.
نظرًا للتهديدات المتزايدة لسلامة المبنى الثابتة، فقد تمت إضافته قبل بضع سنوات إلى قائمة مراقبة اليونسكو للآثار المهددة بالانقراض. أضافه الصندوق العالمي للآثار والتراث إلى قائمة المراقبة الخاصة به لقائمة أكثر 100 موقع معرض للخطر في 2002 و 2004 و 2006. بعد ترميم واسع استمر عدة سنوات وانتهى في سبتمبر 2006، تم فتحه مرة أخرى للجمهور وللعبادة.